# Muzej istočnoazijske umjetnosti u Kölnu
Muzej istočnoazijske umjetnosti u Kölnu specijaliziran je za umjetnost iz istočne Azije. Radi se o zbirci Adolfa Fischera (1856. – 1914.), koji se poslije različitih poslova i dužih putovanja kao stručnjak za etnologiju, skrasio u Berlinu.
1913. zbirka nalazi novi dom u Kölnu. Prvo se nalazila u zgradi Kunstgewerbemuseuma na Hansaringu, gdje su danas muzeji primijenjene umjetnosti Köln i muzej Schnütgen.
Cilj muzeja bio je na jednom mjestu pokazati cjelokupnu zbirku samo istočnoazijske umjetnosti. Zgrada muzeja na Hansaringu uništena je 1944., tako da zbirka duže vremena nije imala svoj izložbeni prostor. 1977. prema planovima Japanca Kunio Maekawe na Aachener Weiher je sagrađena nova zgrada, u kojoj se do danas nalazi zbirka.
Izvan muzeja nalazi se mali japanski vrt sa stijenama i vodom, kojeg je projektirao umjetnik Masayuki Nagare, kao i kamenu-plastiku Die Fahne im Wind (hr. Zastava na vjetru) 1980. Od 1966. do 1989. Roger Goepper je bio ravnatelj muzeja, a na tom mjestu ga je zamijenila Adele Schlombs.

## Vanjske poveznice
- Muzej istočnoazijske umjetnosti